# هیونجونگ چوسان
هیئونجونگ چوسان (انگلیسی: Hyeonjong of Joseon) (زاده ۱۵ مارس ۱۶۴۱ - درگذشته ۱۷ سپتامبر ۱۶۷۵) هجدهمین پادشاه سلسله چوسان بوده‌است.
وی که از سال ۱۶۵۹ تا ۱۶۷۴ حکومت کرده‌است، جانشین پدرش هیوجونگ چوسان شده بوده پس از عزل، پسرش سوکجونگ چوسان جانشین وی شده‌است.

## خانواده
- پدر: هیوجونگ چوسان (효종)
- مادر: ملکه اینسئون of the Deoksu Jang clan (인선왕후 장씨)
- همسر: ملکه میونگ‌سونگ of the Cheongpung Kim clan (명성왕후 김씨)[۱]

1. 1. سوکجونگ چوسان (왕세자)
  2. Princess Myeongseon (명선공주)
  3. Princess Myeonghye (명혜공주)
  4. Princess Myeongan (명안공주)